# Stela Sargona II z Cypru

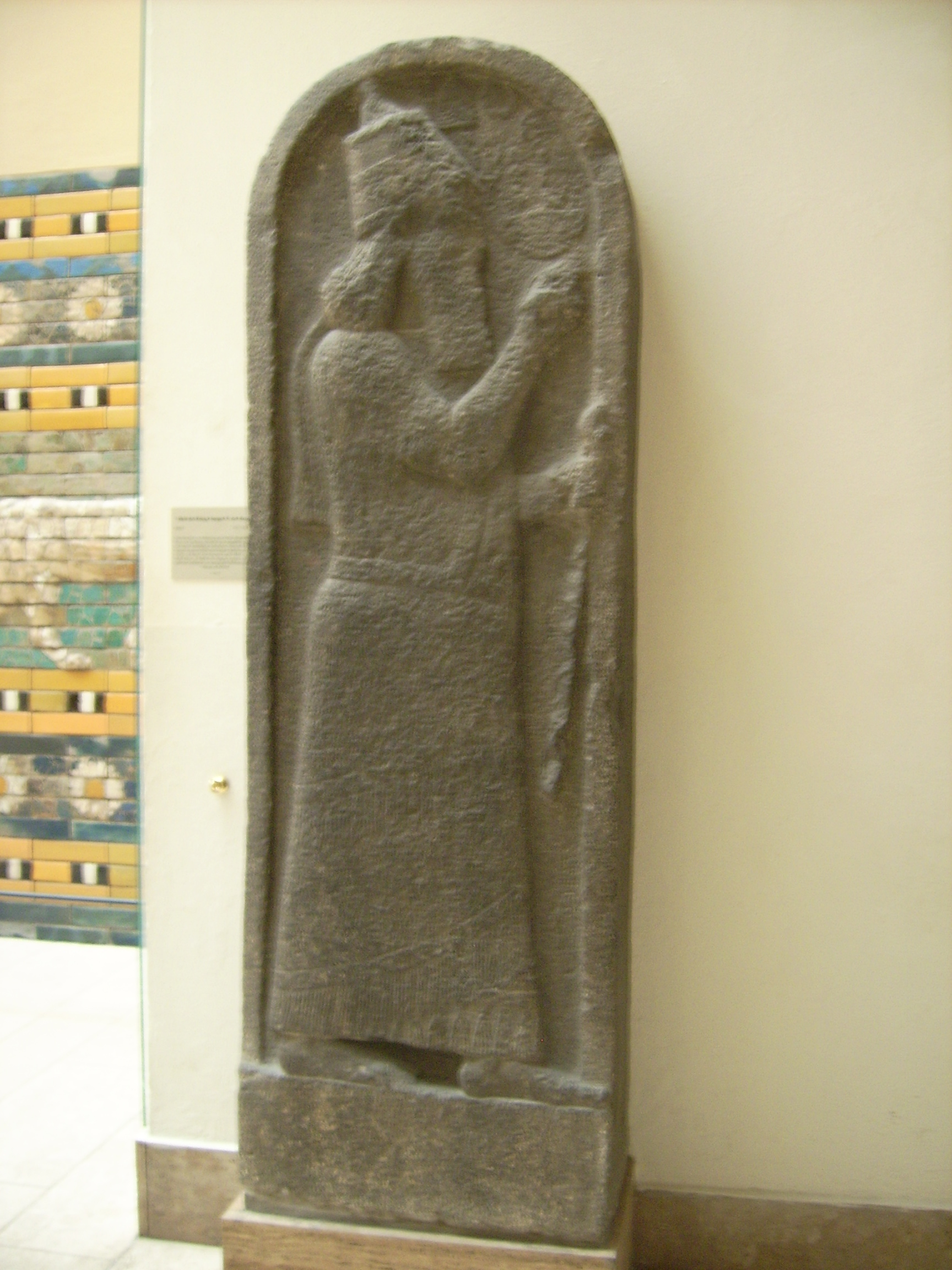
Stela Sargona II z Cypru (zbiory Muzeum Pergamońskiego w Berlinie)

Stela Sargona II z Cypru – kamienna stela odnaleziona w 1844 roku w Kition (ob. Larnaka) na Cyprze. Na steli tej, wykonanej na rozkaz asyryjskiego króla Sargona II (722–705 p.n.e.), znajduje się przedstawienie reliefowe z wizerunkiem tego władcy oraz inskrypcją klinową opisująca jego dokonania. Obecnie zabytek znajduje się w Muzeum Pergamońskim w Berlinie (nr inw. VA 968), a jego kopia wystawiana jest w Muzeum Archeologicznym w Larnace.

## Opis
Wykonana z bazaltu stela ma wysokość 209 cm, szerokość 68 cm i grubość 32–33 cm. Pierwotnie grubość tego zabytku wynosiła ok. 45–46 cm, ale w 1846 roku odcięto tylną część steli, aby ułatwić w ten sposób jej przewóz do Berlina. Odcięcie tylnej części steli spowodowało uszkodzenie inskrypcji klinowej pokrywającej jej boki. Nie wiadomo obecnie, gdzie znajduje się odcięta część steli. 
Inskrypcja klinowa na steli pozwoliła zidentyfikować przedstawionego na niej władcę jako Sargona II, króla Asyrii. Stojący król, przedstawiony z profilu, skierowany jest w prawą stronę w kierunku ośmiu symboli boskich umieszczonych przed nim, na wysokości jego głowy. Sargon II ubrany jest w długą szatę królewską ozdobioną frędzlami i nosi charakterystyczne nakrycie głowy noszone tylko przez władców asyryjskich. W lewej ręce król trzyma maczugę, natomiast jego prawa ręka jest wzniesiona w geście modlitwy. Przed królem, na wysokości jego głowy, umieszczonych zostało osiem symboli boskich: tiara wielorożna (symbol boga Aszura), sierp księżyca (symbol boga Sina), gwiazda (symbol bogini Isztar), piorun (symbol boga Adada), łopata/motyka (symbol boga Marduka), rylec pisarski (symbol boga Nabu), siedem kropek (symbol bogów Sebitti) i uskrzydlony dysk słoneczny (symbol boga Szamasza).
Inskrypcja klinowa (167 linijek tekstu) umieszczona jest na przedzie (kol. I) i bokach (kol. II i III) steli. Z powodu uszkodzenia steli początkowe słowa 74 linijek kol. III (lewy bok) i ostatnie słowa 65 linijek kol. II (prawy bok) są obecnie utracone. Poza tym tekst zapisany po bokach jest dobrze zachowany, w przeciwieństwie do 28 linijek (kol. I) umieszczonych z przodu na szacie królewskiej, które są uszkodzone. 
Tekst inskrypcji:
- kol. I 1-28 – inwokacja do bogów Aszura, Sina, Szamasza, Adada, Marduka, Nabu, Isztar i Sebitti
- kol. II 1-8 – tytulatura Sargona II
- kol. II 9-65 – opis zwycięstw Sargona II: podbój babilońskich miast, zwycięstwa nad Elamem, w Iranie i w Hatti, pokonanie Urzany z Musasiru i Rusy I z Urartu, pokonanie Hamat
- kol. III 1-22 – Sargon II jako opiekun świątyni Marduka w Babilonie
- kol. III 23-42 – wysłannicy z Dilmunu (wsp. Bahrajn) i Adnany (wsp. Cypr)
- kol. III 43-53 – wzniesienie steli w powiązaniu z górą Ba'al-harri
- kol. III 54-61 – wskazówki dla przyszłych królów
- kol. III 62-74 – przekleństwa i klątwy na wszystkich tych, którzy chcieliby stelę uszkodzić lub zniszczyć[3].

Nie ma pewności co do tego, czy stela wykonana została na wyspie, czy też przywieziona ze stałego lądu. Nie wiadomo też dokładnie, gdzie była pierwotnie ustawiona. W swej inskrypcji Sargon II wspomina jedynie, iż wzniósł tę stelę „[naprzeciw góry] Ba'al-harri, góry [dominującej n]ad krajem Adnana” (kol. III 52-53). Radner identyfikuję tę górę z górą Stawrowouni (wys. 689 m), leżącą na północny wschód od Larnaki.
Adnana (ob. Cypr) wzmiankowana jest w rocznikach królewskich Sargona II z Dur-Szarrukin. Zgodnie z nimi w końcowym okresie swego panowania, najprawdopodobniej pomiędzy 709 a 707 r. p.n.e., Sargon II wyruszyć miał nad Morze Śródziemne, aby dopomóc tam swemu sojusznikowi, królowi Tyru, w odzyskaniu przez niego kontroli nad jego wasalami – siedmioma królami z Ja' na wyspie Adnana. Ja' było w owym czasie częścią Cypru zdominowaną przez królestwo Tyru, które traktowało tamtejsze miasta-państwa jako swych wasali. Wyprawa ta zakończyć się musiała powodzeniem, gdyż wkrótce potem do przebywającego w Babilonie Sargona II przybyli z darami wysłannicy z Adnany. Zdaniem uczonych jednym z następstw tej wizyty było właśnie ustawienie na Cyprze steli Sargona II (ok. 707 r. p.n.e.). Stela ta wyznaczać miała najprawdopodobniej zachodnią granicę wpływów tego władcy, gdyż zgodnie z jego inskrypcjami jego imperium rozciągać się miało właśnie od wyspy Adnana na Morzu Zachodzącego Słońca aż do wyspy Dilmun na Morzu Wschodzącego Słońca. Sam Cypr najprawdopodobniej nigdy nie został przez Asyryjczyków podbity, gdyż poza stelą nie odkryto tam żadnych archeologicznych pozostałości, które świadczyłyby o obecności Asyryjczyków na Cyprze w końcu VIII i w VII w. p.n.e.